# Eduardo Frei Montalva
Eduardo Frei Montalva (født 16. januar 1911 i Santiago de Chile, død 22. januar 1982 smst.) var en chilensk politiker, der var landets præsident fra 1964 til 1970.
Montalva var uddannet i jura fra Pontificia Universidad Católica de Chile. Den politiske karriere begyndte han i Partido Conservador. I 1939 var dog medstifter af Falange Nacional, der blev forløberen for Partido Demócrata Cristiano de Chile, som han blev første formand for i 1957. Han var medlem af Senatet fra 1949 til 1973; de sidste tre år som dets formand. Han ledte den borgerlige opposition til Salvador Allendes styre og støttede som formand for Senatet militærkuppet i 1973, der bragte Augusto Pinochet til magten. Senere indtog han dog en kritisk holdning overfor Pinochet. 
Montalva døde efter et kirurgisk indgreb; officielt af blodforgiftning. Hans død blev genstand for mange års diskussion og anklager, bl.a. har det været fremført, at Pinochets sikkerhedstjeneste DINA stod bag. Efter at der blev fundet sennepsgas i hans krop efter en obduktion foretaget af et hold forskere fra Belgien, krævede familien en ny efterforskning af omstændighederne omkring dødsfaldet. En domstol tiltalte i december 2009 seks personer, herunder to læger, for giftmord på Montalva.